# اچ‌ام‌تی روهنا
اچ‌ام‌تی روهنا (به انگلیسی: HMT Rohna) یک کشتی بود که طول آن ۴۶۱ فوت ۴ اینچ (۱۴۰٫۶۱ متر) بود. این کشتی در سال ۱۹۲۶ ساخته شد.